# Feldberg-Schluchsee
Das Landschaftsschutzgebiet Feldberg-Schluchsee ist ein mit Verordnung der Unteren Naturschutzbehörde beim Landratsamt Landkreis Breisgau-Hochschwarzwald vom 10. April 2006 ausgewiesenes Landschaftsschutzgebiet (LSG-Nummer 4.25.108).

## Lage und Beschreibung
Das 7867,4 Hektar große Gebiet umgibt den Stausee Schluchsee und gehört zum Naturraum Hochschwarzwald.
Laut Steckbrief handelt es sich um eine typische streubesiedelten Landschaft des südlichen Schwarzwaldes im Bereich der Gemeinden Feldberg und Schluchsee. 
Im Norden des Gebiets liegt das Naturschutzgebiet Rotmeer, im Nordosten des Gebiets liegt der Schonwald Feldbergwald und im Zentrum des Gebiets liegen die Schonwälder Eschenmoos und Steerenmoos.
Das Landschaftsschutzgebiet ist sowohl Teil des Vogelschutzgebiets Südschwarzwald als auch Teil des FFH-Gebiets Blasiwald und Unterkrummen.

## Schutzzweck
Schutzzweck ist gemäß Schutzgebietsverordnung
- die Erhaltung der Eigenart, der Vielfalt und der Schönheit    der typischen streubesiedelten Landschaft des südlichen Schwarzwaldes im Bereich der Gemeinden Feldberg und Schluchsee;
- die Leistungsfähigkeit des Naturhaushaltes zu        gewährleisten oder wieder herzustellen;
- die Nutzungsfähigkeit der Naturgüter nachhaltig zu sichern und der Erholungswert der Landschaft dauerhaft zu erhalten.